# Landevolte

Skizze einer Landeeinteilung (Landevolte)

 Unter Landevolte, oder auch Landeeinteilung, versteht man die Aufteilung des Anfluges zur Landung nach Sichtflugregeln durch Hängegleiter und Gleitschirme.
Entsprechend den Abschnitten der Platzrunde unterteilt sich die Landevolte in verschiedene Phasen:
- Positionskreise
- Gegenanflug
- Queranflug
- Endanflug

## Die einzelnen Phasen
Die Positionskreise erfolgen seitlich versetzt zum geplanten Landepunkt. Die Höhe wird in den Kreisen abgebaut, wobei die Einschätzung der benötigten Resthöhe für die Landung durch Peilung zum geplanten Landepunkt erfolgt.
Der Gegenanflug erfolgt parallel zum Landeplatz mit dem Wind, während ständig die Peilung zum Landepunkt überprüft wird. Aus dieser Phase wird in den gesicherten Quer- und Endanflug übergegangen.
Der Queranflug erfolgt rechtwinklig zum Landeplatz und verbindet den Gegen- mit dem Endanflug. Üblicherweise wird der Queranflug linksherum zur Landebahn durchgeführt (Linkslandevolte), es sei denn, es bestehen örtlich andere Vorschriften. Sofern die Höheneinteilung noch korrigiert werden muss, kann der Queranflug verkürzt oder verlängert werden.
Der Endanflug erfolgt dann gegen den Wind zum Landepunkt, um die Geschwindigkeit des Fluggeräts im Bezug auf den Boden möglichst gering zu halten.

## Vorteile der Landevolte
Durch diese Einteilung lässt sich eine punktgenaue Landung sehr gut vorbereiten. In der Position wird so lange Höhe abgebaut, bis die Höhe ausreicht, um den Queranflug und Endanflug sicher durchzuführen. Dies ist wichtig, da Hängegleiter und Gleitschirme mangels Motor keine Möglichkeit für einen zweiten Versuch nach einem Durchstarten haben.
Des Weiteren bietet diese Einteilung eine erhöhte Sicherheit im Flugbetrieb: Jeder Landeanflug läuft geregelt ab und an der Ausrichtung des Flugzeugs ist die momentane Phase leicht zu erkennen.